# Clair Bee
Clair Francis Bee (* 2. März 1896 in Grafton, West Virginia; † 20. Mai 1983) war ein US-amerikanischer Basketballtrainer und eine der ersten großen Legenden des College-Basketballs.
Sein wichtigster Beitrag zur Entwicklung des Basketballs war die Erfindung der 1-3-1 Zonenverteidigung. Diese Verteidigungstaktik ist heute elementarer Bestandteil jedes Basketballlehrbuchs. Außerdem war Bee maßgeblich an der Einführung der Drei-Sekunden-Regel sowie der Shotclock beteiligt.
Seine erste Trainerstation war von 1928 bis 1931 das Rider College in New Jersey. In diesen drei Jahren gewann sein Team 53 von 60 Spielen. Die Mannschaft der 1930er Saison schaffte als erstes College-Team die Marke von 1000 Punkten in einer Saison.
Ab 1931 trainierte Bee die Basketballmannschaft der Long Island University in New York und machte aus der Truppe schlagartig eine Spitzenmannschaft. In der Saison 1935/36 sowie 1938/39 blieb die Mannschaft ungeschlagen, in den Jahren 1939 und 1941 gewann sie das National Invitation Tournament (NIT), das bis in die 1970er Jahre renommierter als das NCAA-Division-I-Basketball-Championship-Turnier war. Zwischen 1943 und 1945 diente er im Zweiten Weltkrieg, kehrte danach aber als Trainer zur LIU zurück.
Erst 1951 trat er von seinem Posten zurück, nachdem einige seiner Spieler in einen landesweiten Bestechungsskandal (sog. point shaving scandal) verwickelt waren. Seine Gesamtbilanz als Trainer waren bis dahin 412 Siege bei nur 86 Niederlagen, die bis dato beste Bilanz eines College-Trainers.
Zwischen 1952 und 1955 versuchte er sich als NBA-Trainer bei den Baltimore Bullets. Nach einer ernüchternden Bilanz von 33 zu 115 trat er 1955 endgültig vom Trainergeschäft zurück. Bee ist Autor zahlreicher Bücher über Basketball-Technik, aber auch Jugendbücher (Chip Hilton).
Am 16. April 1968 wurde Bee in die Naismith Memorial Basketball Hall of Fame gewählt, und seit 1997 wird eine Auszeichnung mit dem Titel "Clair Bee Award" an den besten College-Trainer des Jahres vergeben.